# ان‌جی‌سی ۱۸۱
ان‌جی‌سی ۱۸۱ (انگلیسی: NGC 181) نام یک کهکشان در صورت فلکی نهنگ است.